# Еос
Еос или Еоја (грч. Eos; лат. Aurora) је била богиња јутарњег руменила неба и праскозорја, кћерка титана Хипериона и његове жене Теје.

## Митологија
Еос је била лепа као само свитање дана, прозрачна и сјајна, а и волела је све што је лепо. Волела је и лепе мушкарце па се веома често и веома лако заљубљивала.
Њен први муж био је титан Астреј, са којим је родила много деце — све звезде и ветрове.
Једном jy је Афродита затекла у Аресовој постељи, и због тога је проклела да стално жуди за младим смртницима. Заљубила се у сина Мелапода Клита, а затим у великог јунака Атине Кефала, па у славног ловца Ориона, а за Титона, сина тројанског краља Лаомедонта, се удала и живела са њим на самом крају света, где је он постао краљ Етиопије.
Еос је толико много волела свог мужа Титона да је од Зевса тражила, и успела у својим молбама, да му он да бесмртност. Титон је постао бесмртан, али је Еос заборавила да му Зевс да и вечну младост, тако да је он, временом све више старио, и постао сасушен излапели старац који се једва држао на ногама. Поред тога толико је много причао да се то причање претворило у неподношљив звук. како је време пролазило он се све више савијао и на крају се скроз скврчио и смањио, тако да се претворио у цврчка.
Са Титоном Еос је имала два сина — Ематиона и Мемнона. Први син Еос није постигао неку велику славу и није се много истицао, али је зато Мемнон био један од најславнијих јунака Тројанског рата. Мемнон је, у правом тренутку притекао у помоћ свом стрицу Пријаму, а након смрти Пријамова сина Хектора постао је, због својих врлина, своје снаге и храбрости, врховни заповедник тројанске војске. Није прошло много времена од тога, а Мемнон је погинуо је у двобоју с грчким јунаком Ахилом.
После смрти свога сина, неутешна Еос је, у великом болу проливала сузе — које се на земљи свакога дана показују као роса.

## О Еос
Богиња Еос је приказивана као лепа млада жена одевена у одело шафранове боје, која свакога јутра израња из Океана да људима донесе светло новог дана.
Епитети који су јој приписивани су били "ружинпрст" или "рађањејутра", а приказивана је са великим крилима, обично на колима које вуку бели или ружичасти крилати коњи.
Богињи Еос Грци нису придавали посебне почасти јер се јутро рађа само, без људске помоћи и није га подребно призивати, а само по себи нити је људима ни корисно ни штетно.
Управо је симболично, иако је посреди случај, да је руска крстарица, која је својим пуцањем објавила свитање нове епохе у историји човечанства, носила име богиње свитања Ауроре.

## Еос у уметности
Од великог броја античких слика са ликом Еос најзначајнија је Дурисова Еос тугује над мртвим сином Мемноном, насликана на чаши, отприлике 490. до 480. године пре нове ере (данас се налази у париском Лувру). Од дела из новијег доба то су слике с ликом Ауроре од Guercina, у римској Вили Лудовиси (1621—1623) и у палати Pallavicini-Rospigliosi G. Renija (1613—1614), те слике Аурора и Кефал од N. Poussina, из 1630. године (у лондонској Народној галерији) и Аурора буди Луну, L. Silvester млађи из 1715. године. Од кипова се посебно издвајају два славна Микеланђелова Аурора, у гробници Lorenca di Medici у Фиренци (око 1520) и Родинова Аурора с титаном (која се налази у Родиновом музеју у Паризу). Од музичких дела издваја се опера аутора E. T. A. Hoffmann из 1811. године, под насловом Аурора.